# くろゆり賞
くろゆり賞（くろゆりしょう）は、岐阜県地方競馬組合が笠松競馬場で施行する地方競馬の重賞競走（SPI）である。正式名称は「中日新聞杯 くろゆり賞」、中日新聞社が優勝杯を提供している。

## 概要
1972年に創設された重賞競走。創設時から現在まで施行時期は8月の中旬のお盆の時期に開催されている。
第1回、第2回は1600m、第3回～第7回までは1800m、第8回以降は再び1600mで施行されている。
2018年までは東海地区所属馬限定だったが2019年から地方全国交流競走として開催されている。
2021年は不祥事の影響による開催自粛のため施行されなかった。

### 条件・賞金（2025年）
出走条件
サラブレッド系オープン3歳以上、地方全国交流
- 他地区所属馬は前年7月31日から本年7月31日の間に自場所属としての出走実績が必要。東海所属馬は、前年7月31日から本年8月1日の間に東海所属として出走実績が必要。

出走枠
他地区5頭以下、東海5頭以上（原則、笠松3頭以上、名古屋2頭以下）。出走希望申込数が10頭に達しない場合は東海所属馬を番組賞金順に補充。
負担重量
別定（3歳55kg、4歳以上57kg、牝馬2kg減）
賞金額
1着600万円、2着192万円、3着108万円、4着72万円、5着48万円、着外6万円
副賞
中日新聞社賞、東海地方公営競馬協議会会長賞、（一社）岐阜県馬主会会長賞

## 歴代優勝馬
馬齢は2000年以前についても現表記を用いる。
| 回数   | 施行日        | 距離     | 優勝馬             | 性齢     | 所属     | タイム   | 優勝騎手   | 管理調教師 |
| ------ | ------------- | -------- | ------------------ | -------- | -------- | -------- | ---------- | ---------- |
| 第1回  | 1972年8月20日 | 1600m    | ウエルデイ         | 牡5      | 名古屋   | 1:42.3   | 今津勝之   |            |
| 第2回  | 1973年8月19日 | 1600m    | ヒカルシンエイ     | 牡6      | 笠松     | 1:41.0   | 古賀土生   | 大倉護     |
| 第3回  | 1974年8月18日 | 1800m    | スイノハヤブサ     | 牡4      | 笠松     | 1:55.3   | 本名信行   | 吉田秋好   |
| 第4回  | 1975年8月17日 | 1800m    | アメリカンマキ     | 牡4      | 笠松     | 1:55.2   | 宮下紀英   | 大倉護     |
| 第5回  | 1976年8月1日  | 1800m    | サウザンボーイ     | 牡4      | 笠松     | 1:55.6   | 柴田高志   | 倉間昭夫   |
| 第6回  | 1977年8月21日 | 1800m    | オグリオー         | 牡6      | 笠松     | 1:55.9   | 柴田高志   | 鷲見昌勇   |
| 第7回  | 1978年8月27日 | 1800m    | ニユーマツケン     | 牡3      | 笠松     | 1:56.8   | 谷川義明   | 倉間昭夫   |
| 第8回  | 1979年8月19日 | 1600m    | チエリータカコ     | 牝5      | 笠松     | 1:42.4   | 坂本敏美   | 荒川友司   |
| 第9回  | 1980年8月17日 | 1600m    | ブレーブボーイ     | 牡6      | 笠松     | 1:41.2   | 安藤勝己   | 吉田秋好   |
| 第10回 | 1981年8月16日 | 1600m    | ゴツドバウンテイ   | 牡4      | 名古屋   | 1:42.0   | 坂本敏美   | 宮下了     |
| 第11回 | 1982年8月15日 | 1600m    | ユミコウジ         | 牝5      | 笠松     | 1:42.4   | 伊藤強一   | 梶原軍造   |
| 第12回 | 1983年8月15日 | 1600m    | サクラハイデン     | 牡5      | 名古屋   | 1:41.8   | 黒宮高徳   | 福田秀己   |
| 第13回 | 1984年8月15日 | 1600m    | コンバツトボーイ   | 牡3      | 笠松     | 1:41.6   | 濱口楠彦   | 不破敏行   |
| 第14回 | 1985年8月14日 | 1600m    | ロイヤルシヤレード | 牝5      | 笠松     | 1:40.0   | 松原義夫   | 青木和夫   |
| 第15回 | 1986年8月15日 | 1600m    | アメリカンボーイ   | 牡4      | 笠松     | 1:42.1   | 安藤勝己   | 吉田秋好   |
| 第16回 | 1987年8月15日 | 1600m    | ラピスポート       | 牡5      | 笠松     | 1:41.8   | 濱口楠彦   | 後藤保     |
| 第17回 | 1988年8月14日 | 1600m    | コマツノーザン     | 牡4      | 笠松     | 1:41.3   | 井上孝彦   | 荒川友司   |
| 第18回 | 1989年8月15日 | 1600m    | マーブルジヨージ   | 騸6      | 笠松     | 1:41.8   | 安藤光彰   | 田邉睦雄   |
| 第19回 | 1990年8月15日 | 1600m    | ポールドヒユーマ   | 牡7      | 笠松     | 1:41.6   | 青木達彦   | 鈴木良文   |
| 第20回 | 1991年8月14日 | 1600m    | ロングニュートリノ | 牡6      | 笠松     | 1:40.4   | 松原義夫   | 青木和夫   |
| 第21回 | 1992年8月15日 | 1600m    | ハツピーダンデイ   | 牡7      | 笠松     | 1:41.7   | 安藤光彰   | 飯干秀人   |
| 第22回 | 1993年8月15日 | 1600m    | ミスターコマモリ   | 牡4      | 笠松     | 1:41.5   | 川原正一   | 原隆男     |
| 第23回 | 1994年8月15日 | 1600m    | スズノキャスター   | 牝6      | 笠松     | 1:41.1   | 安藤勝己   | 鈴木良文   |
| 第24回 | 1995年8月15日 | 1600m    | アメージングレイス | 牡4      | 笠松     | 1:42.8   | 安藤勝己   | 荒川友司   |
| 第25回 | 1996年8月14日 | 1600m    | アメージングレイス | 牡5      | 笠松     | 1:41.7   | 安藤勝己   | 荒川友司   |
| 第26回 | 1997年8月15日 | 1600m    | フジノハイメリット | 牡4      | 笠松     | 1:40.9   | 安藤勝己   | 梶原軍造   |
| 第27回 | 1998年8月15日 | 1600m    | ランフォータックス | 牡6      | 笠松     | 1:40.9   | 川原正一   | 荒川友司   |
| 第28回 | 1999年8月14日 | 1600m    | マジックリボン     | 牝6      | 笠松     | 1:39.0   | 安藤勝己   | 荒川友司   |
| 第29回 | 2000年8月15日 | 1600m    | ハカタビッグワン   | 牡5      | 笠松     | 1:41.0   | 安藤光彰   | 飯干秀人   |
| 第30回 | 2001年8月15日 | 1600m    | ダイコクテイオー   | 牡5      | 笠松     | 1:42.9   | 東川公則   | 後藤保     |
| 第31回 | 2002年8月15日 | 1600m    | ホウシュウタイム   | 牡4      | 笠松     | 1:40.5   | 安藤光彰   | 柴田高志   |
| 第32回 | 2003年8月15日 | 1600m    | タツミブレン       | 牝5      | 笠松     | 1:40.7   | 濱口楠彦   | 原定弘     |
| 第33回 | 2004年8月15日 | 1600m    | マルブツワールド   | 牡4      | 名古屋   | 1:42.3   | 宇都英樹   | 斉藤弘光   |
| 第34回 | 2005年8月19日 | 1600m    | オグリスキー       | 牡5      | 笠松     | 1:40.7   | 尾島徹     | 山中輝久   |
| 第35回 | 2006年8月16日 | 1600m    | ウイニングウインド | 牡5      | 名古屋   | 1:40.1   | 丸野勝虎   | 原口次夫   |
| 第36回 | 2007年8月17日 | 1600m    | ウイニングウインド | 牡6      | 名古屋   | 1:40.7   | 安部幸夫   | 原口次夫   |
| 第37回 | 2008年8月15日 | 1600m    | ロードバクシン     | 牡10     | 笠松     | 1:41.1   | 高木健     | 伊藤強一   |
| 第38回 | 2009年8月20日 | 1600m    | ミツアキタービン   | 牡9      | 笠松     | 1:39.2   | 濱口楠彦   | 田口輝彦   |
| 第39回 | 2010年8月20日 | 1600m    | カモンネイチャ     | 牡7      | 名古屋   | 1:40.3   | 丸野勝虎   | 今津勝之   |
| 第40回 | 2011年8月19日 | 1600m    | フジノアサハタ     | 牡7      | 笠松     | 1:42.0   | 尾島徹     | 柴田高志   |
| 第41回 | 2012年8月17日 | 1600m    | エーシンクールディ | 牝6      | 笠松     | 1:39.1   | 岡部誠     | 伊藤強一   |
| 第42回 | 2013年8月16日 | 1600m    | ドリームカトラス   | 牡6      | 笠松     | 1:40.9   | 尾島徹     | 伊藤強一   |
| 第43回 | 2014年8月15日 | 1600m    | タッチデュール     | 牝5      | 笠松     | 1:40.1   | 佐藤友則   | 笹野博司   |
| 第44回 | 2015年8月14日 | 1600m    | アップアンカー     | 牡5      | 名古屋   | 1:39.0   | 佐藤友則   | 原口次夫   |
| 第45回 | 2016年8月12日 | 1600m    | サルバトールハクイ | 牡6      | 笠松     | 1:40.5   | 東川公則   | 伊藤強一   |
| 第46回 | 2017年8月15日 | 1600m    | ヴェリイブライト   | 牡7      | 名古屋   | 1:41.7   | 加藤聡一   | 川西毅     |
| 第47回 | 2018年8月16日 | 1600m    | カツゲキキトキト   | 牡5      | 名古屋   | 1:39.2   | 大畑雅章   | 錦見勇夫   |
| 第48回 | 2019年8月15日 | 1600m    | ストーミーワンダー | 牡5      | 笠松     | 1:39.8   | 渡邊竜也   | 笹野博司   |
| 第49回 | 2020年8月13日 | 1600m    | クインズプルート   | 牡7      | 北海道   | 1:39.4   | 小野楓馬   | 安田武広   |
| 第50回 | 2021年        | 開催中止 | 開催中止           | 開催中止 | 開催中止 | 開催中止 | 開催中止   | 開催中止   |
| 第51回 | 2022年8月11日 | 1600m    | メイショウワザシ   | 牡7      | 大井     | 1:41.9   | 今井貴大   | 宗形竹見   |
| 第52回 | 2023年8月16日 | 1600m    | スマイルサルファー | 騸5      | 西脇     | 1:43.1   | 大山真吾   | 渡瀬寛彰   |
| 第53回 | 2024年8月15日 | 1600m    | セイルオンセイラー | 騸5      | 名古屋   | 1:40.3   | 友森翔太郎 | 塚田隆男   |
| 第54回 | 2025年8月14日 | 1600m    | イイネイイネイイネ | 牡6      | 笠松     | 1:42.2   | 筒井勇介   | 田口輝彦   |

### 各回競走結果の出典
- くろゆり賞 歴代優勝馬（1973年以降のみ） - 地方競馬全国協会